# 佐藤広
佐藤 広（さとう ひろし、1950年または1951年 - ）は、日本の地方公務員。東京都人事委員会事務局長、同副知事、同信用保証協会理事長、東京オリンピック・パラリンピック競技大会組織委員会副事務総長を歴任。

## 人物・経歴
1975年 (昭和50年) 慶應義塾大学経済学部卒業、東京都庁入庁、大学管理本部改革推進担当部長、生活文化局広報広聴部長、人事委員会事務局長。産業労働局長、新銀行東京を所管。2009年 (平成21年) 6月 東京オリンピック招致を担当していた谷川健次の突然の退任に伴い副知事就任。 2012年6月 秋山俊行や安藤立美を後任に吉川和夫と村山寛司とともに副知事退任。同年9月 東京信用保証協会理事長、2014年3月 公益財団法人東京オリンピック・パラリンピック競技大会組織委員会常務理事、同年9月 同副事務総長、2022年6月 公益財団法人東京オリンピック・パラリンピック競技大会組織委員会清算人、同年7月 富国生命保険社外取締役、同年9月 東京都国民健康保険団体連合会理事長、公益社団法人国民健康保険中央会理事。

## 栄典
- 2021年4月 春の叙勲で瑞宝中綬章受章[8]